# Kołosz stożkowaty
Kołosz stożkowaty (Cyclosa conica) – gatunek pająka z rodziny krzyżakowatych, z rodzaju Cyclosa.

## Występowanie
Występuje na półkuli północnej w strefie klimatu umiarkowanego. Wyspowo także na półkuli południowej, gdzie został zawleczony. 
Bytuje w lasach iglastych, liczny, posiada liczne podgatunki w związku z dużym zasięgiem występowania. W Polsce pospolity.

## Opis
Osiąga do 0,7 cm długości całkowitej. Wyglądem przypomina pająka krzyżaka, ze zwężającym się ku tyłowy odwłokiem, tworzącym stożek. Ma na tułowiu jeden garb. 

## Tryb życia
Buduje sieci wśród gałązkami drzew iglastych na wysokości 1, 5 – 2 m. W środkowej części sieci jest charakterystyczna dla tych pająków pasmo gęstej pajęczyny z resztkami złowionych owadów i roślin. Wśród tych resztek przebywa polujący pająk. Odżywia się złapanymi w sieci owadami.